# La Rotonda

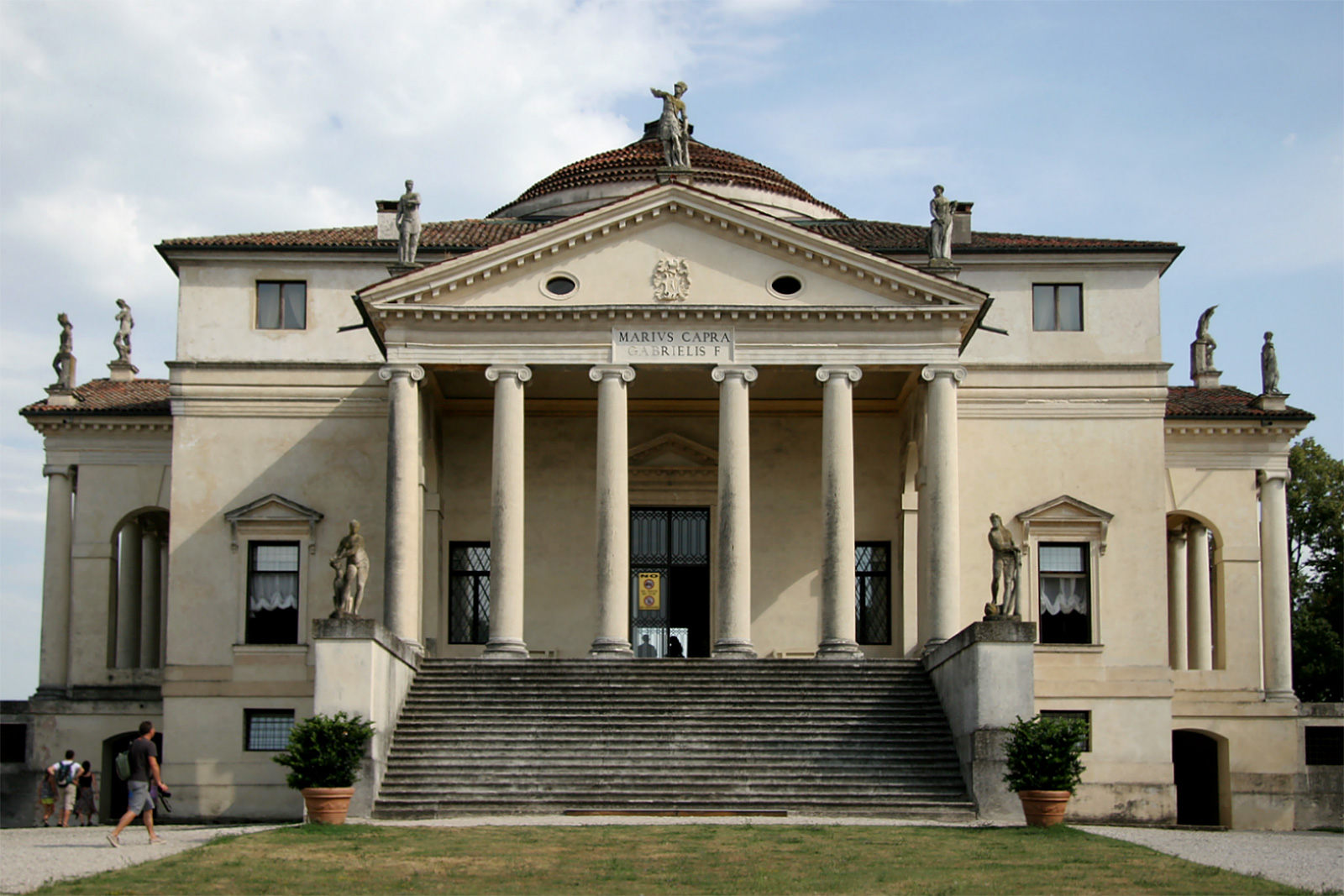
La Rotonda

La Rotonda ist eine Villa bei Vicenza in Norditalien. Der eigentliche Name ist Villa Almerico Capra Valmarana (oder kurz Villa Capra), bekannt ist sie jedoch unter dem Namen La Rotonda oder Villa Rotonda. Entworfen wurde sie von dem italienischen Renaissance-Architekten Andrea Palladio. Die Villa wurde etwa ab 1567–1571 geplant und erbaut. Bauherr war Bischof Paolo Almerico, ein hoher Beamter Pius IV. Sie wurde 1994 zusammen mit der Altstadt von Vicenza und weiteren Palladio-Villen in die UNESCO-Liste des Weltkulturerbes aufgenommen.

## Geschichte
Auftraggeber für La Rotonda war Paolo Almerico aus Vicenza. Nach seiner Zeit als Bischof kehrte er 1565 aus Rom in seine Heimat zurück, wo er am Stadtrand einen Hügel erworben hatte. Palladio und Almerico, der 1589 starb, waren zum Zeitpunkt der Fertigstellung 1605 bereits verstorben. Die Fertigstellung übernahm Vincenzo Scamozzi, ein Schüler von Palladio, im Auftrag von Almericos Sohn Virginio. Zwei Jahre später ging die Villa bereits in den Besitz der Brüder Odorico und Mario Capra über.
Scamozzi fügte die sogenannte Barchessa, eine Kolonnade, die ein typisches Stilelement Palladios war, an. Auch die Kuppel wurde von ihm abgeflacht und mit einem Opaion versehen.
1650 wurde im Park der Villa eine Kapelle nach den Plänen von Girolamo Albanese, einem Architekten der Renaissance ebenfalls aus Vicenza, erbaut. Diese ist jedoch, zusammen mit einem Teil des ehemals zu La Rotonda zugehörigen Parks, Teil des Parks der ebenfalls von Palladio erbauten Villa Valmarana ai Nani.
Anfang des 18. Jahrhunderts wurde einige Fresken von dem französischen Maler Ludovico Dorigny anlässlich der Hochzeit Marzio und Cecilia Capra im Stil des Barock erneuert. Zwischen 1725 und 1740 wurde das Dachgeschoss, das ursprünglich von Palladio als Getreidespeicher vorgesehen war, von Francesco Muttoni in mehrere separate Räume unterteilt.
Ab 1818 wechselte die Villa mehrfach den Besitzer. Während der Schlacht von Vicenza 1848 wurde die Villa leicht beschädigt, jedoch anschließend wieder aufgebaut. 1912 ging die Villa in den Besitz der Familie Valmarana über, die sie 1986 der Öffentlichkeit zugänglich machte. Heute ist die Villa Rotonda ein Museum. Die Aufnahmen von Joseph Loseys Verfilmung von Mozarts Oper Don Giovanni entstanden zum großen Teil in der Villa und ihrer Umgebung.

## Lage und Umgebung

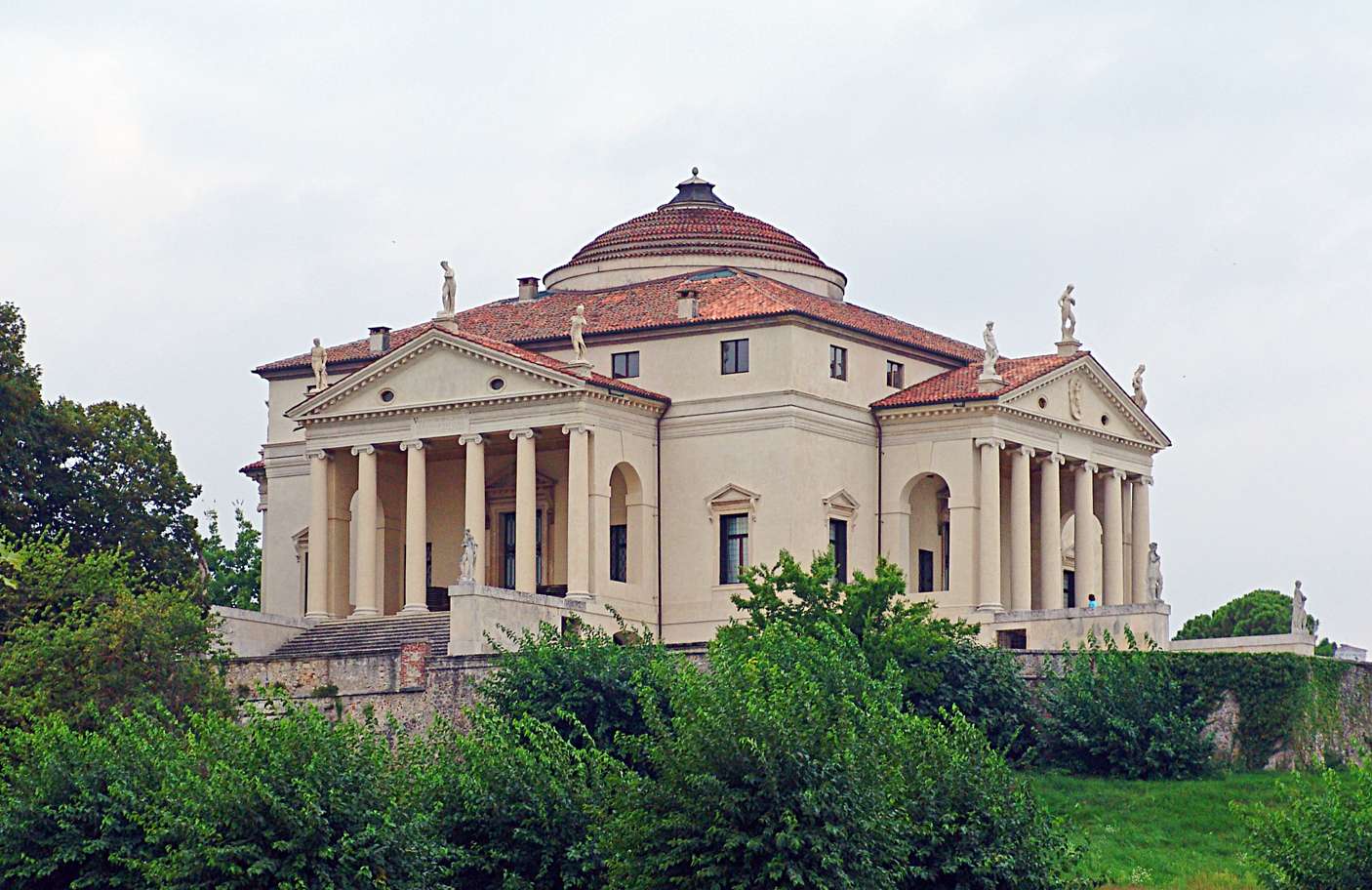
La Rotonda, von der Viale Riviera Berica aus gesehen (Südosten)

Die Villa liegt auf einer Anhöhe am südöstlichen Stadtrand von Vicenza. Von hier aus hat man in alle vier Richtungen einen wunderbaren Blick über die venetische Landschaft.

„Die Lage gehört zu den anmutigsten und erfreulichsten, die man finden kann. Das Haus liegt auf einem leicht zu besteigenden Hügel, der auf der einen Seite vom Bacchiglione, einem schiffbaren Fluß, begrenzt wird, und auf der anderen Seite von weiteren lieblichen Hügeln umgeben ist, die wie ein großes Theater wirken […]“

„Heute besuchte ich das eine halbe Stunde von der Stadt auf einer angenehmen Höhe liegende Prachthaus, die Rotonda genannt. Es ist ein viereckiges Gebäude, das einen runden, von oben erleuchteten Saal in sich schließt. Von allen vier Seiten steigt man auf breiten Treppen hinan und gelangt jedesmal in eine Vorhalle, die von sechs korinthischen Säulen gebildet wird. Vielleicht hat die Baukunst ihren Luxus niemals höher getrieben. Der Raum, den die Treppen und Vorhallen einnehmen, ist viel größer als der des Hauses selbst; denn jede einzelne Seite würde als Ansicht eines Tempels befriedigen. Inwendig kann man es wohnbar, aber nicht wöhnlich nennen. Der Saal ist von der schönsten Proportion, die Zimmer auch; aber zu den Bedürfnissen eines Sommeraufenthalts einer vornehmen Familie würden sie kaum hinreichen. Dafür sieht man es auch in der ganzen Gegend von allen Seiten sich auf das herrlichste darstellen. Die Mannigfaltigkeit ist groß, in der sich seine Hauptmasse zugleich mit den vorspringenden Säulen vor dem Auge der Umherwandelnden bewegt, und die Absicht des Besitzers ist vollkommen erreicht, der ein großes Fideikommissgut und zugleich ein sinnliches Denkmal seines Vermögens hinterlassen wollte. Und wie nun das Gebäude von allen Punkten der Gegend in seiner Herrlichkeit gesehen wird, so ist die Aussicht von daher gleichfalls die angenehmste. Man sieht den Bachiglione fließen, Schiffe von Verona herab gegen die Brenta führend; dabei überschaut man die weiten Besitzungen, welche Marchese Capra unzertrennt bei seiner Familie erhalten wollte.“

Die Diagonalen und Ecken der Villa sind nach den Himmelsrichtungen ausgerichtet, wobei die Ecke links des Eingangs nach Norden weist.

## Funktion

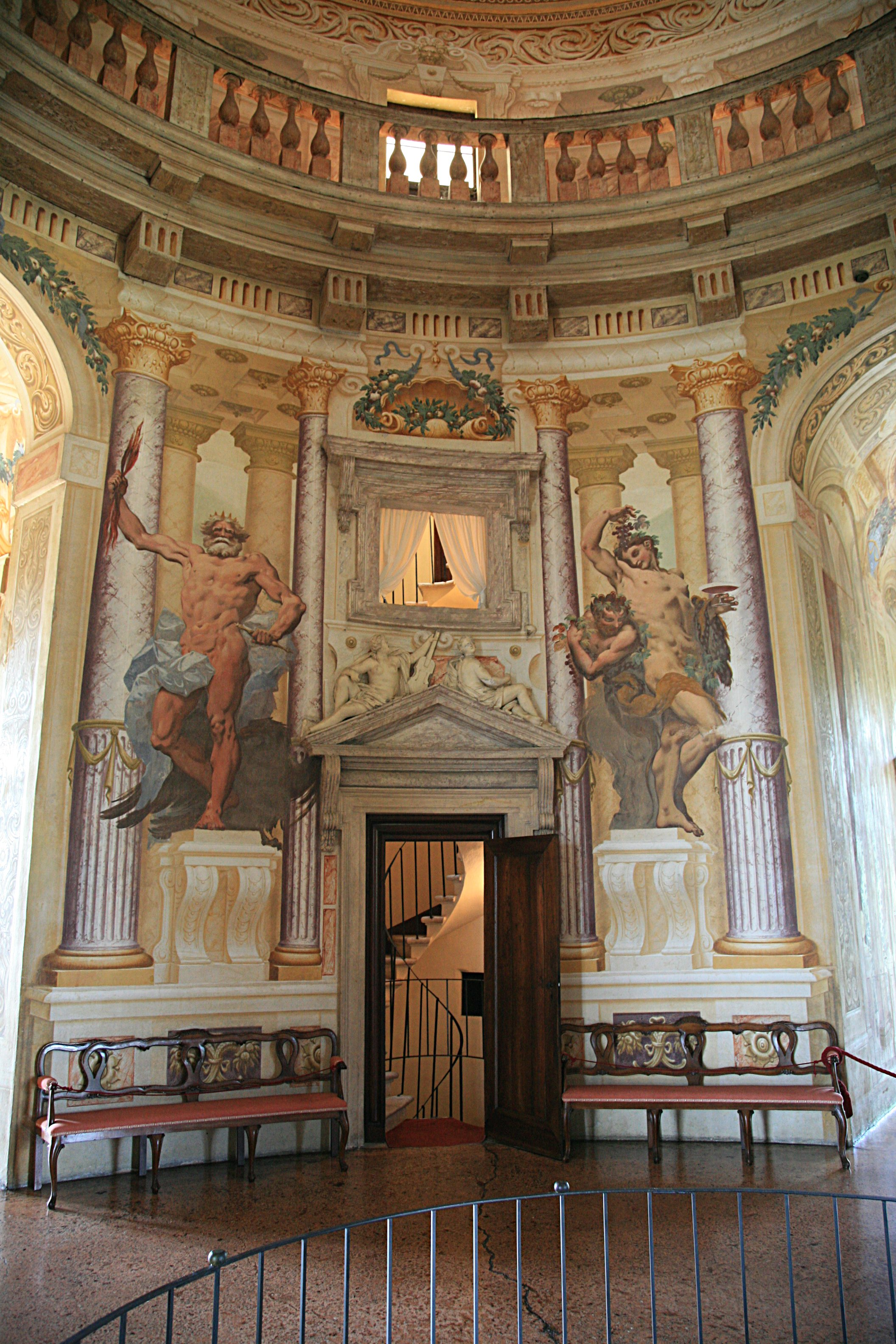
Innenansicht

In der Renaissance entdeckte man die Schönheit der Landschaft wieder und das „einfache Leben“ auf dem Land als Ergänzung zum Stadtleben. Die Villa war nicht als landwirtschaftliches Nutzgebäude oder reines Wohngebäude gedacht. Sie war ein Ort der Zerstreuung, der Erholung und der Erbauung, besonders in den Sommermonaten. Die Wirtschaftsräume (Weinkeller, Küche etc.) befanden sich alle im Untergeschoss, das Piano nobile blieb frei für die Nutzung als „Freizeithaus“. Man kann davon ausgehen, dass hier Feste und kulturelle Veranstaltungen aller Art abgehalten wurden. Viel wichtiger als der praktische Nutzen des Hauses war aber wohl die Schaffung eines idealen Gebäudes, dessen Ästhetik den antiken Vorbildern gleichzukommen suchte.

## Architektur

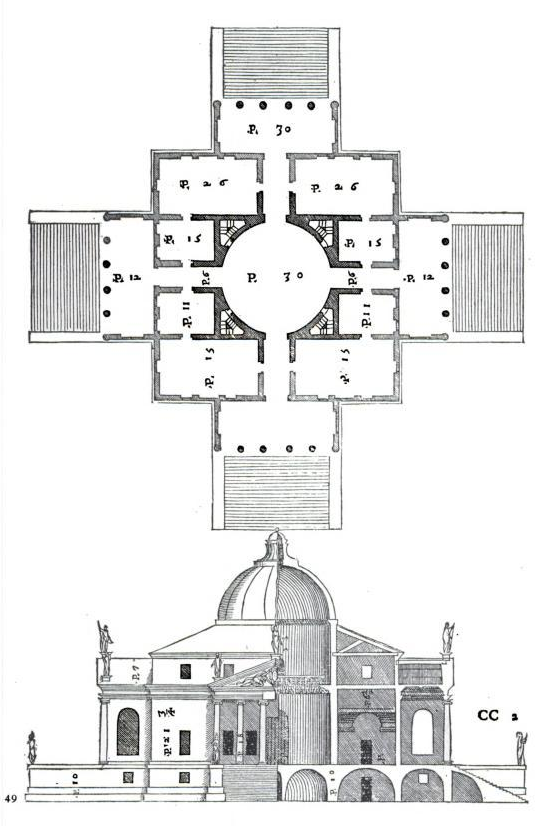
Holzschnitt von Andrea Palladio

Palladio hatte sich eingehend mit der antiken römischen Architektur beschäftigt. Seine Skizzen des Romulus- und Vestatempels, aber auch das Pantheon waren sicherlich starke Leitbilder bei seinem Entwurf. Die Rotunde mit aufgesetzter Kuppel als Zentralraum weist auf die Orientierung an römischen Rundtempeln hin. Der Grundriss baut auf den Grundformen Quadrat und Kreis auf und hat die Form eines Griechischen Kreuzes. Vor dem Gebäudekubus ist auf allen vier Seiten die gleiche, offene Fassade gestellt: ein klassischer Portikus aus sechs ionischen Säulen, von einem Dreiecksgiebel gekrönt. Breite Freitreppen führen vom Park hinauf in das Piano nobile. Von dort aus gelangt man in die Sala centrale, den zentralen Kuppelsaal. Dessen pompöse Ausstattung mit Stuck und Fresken aus den 1590er Jahren entspricht wenig den Intentionen Palladios.
Die Villa gliedert sich in drei Geschosse: das Untergeschoss mit den Wirtschaftsräumen, das Piano nobile mit den repräsentativen Räumen und darüber ein Halbgeschoss, in dem die alltäglichen Wohnräume lagen, das wohl auf Wunsch des Auftraggebers dem Entwurf hinzugefügt und erst unter Vincenzo Scamozzi beendet wurde.

„Da man von jeder Seite wunderschöne Ausblicke genießt, worunter einige die nahe Umgebung erfassen, andere wiederum weiter reichen und wieder andere erst am Horizont enden, so hat man an allen vier Seiten Loggien errichtet, unter denen, wie auch unter dem Hauptsaal, die Räume für den Gebrauch und die Bequemlichkeit des Gesindes liegen. Der Hauptsaal liegt in der Mitte, ist rund und erhält sein Licht von oben. Die Kammern sind Halbgeschosse. Über den großen Räumen, deren Gewölbe so hoch wie nach der ersten Art der Einwölbungen sind und die um den Hauptsaal herumliegen, findet sich ein Umgang von fünfzehneinhalb Fuß Breite. An den äußeren Enden der Postamente, die die Treppen der Loggien stützen, sind Marmorstatuen von der Hand des Bildhauers Lorenzo Vicento aufgestellt.“

Die Statuen der Treppenaufgänge fertigte Lorenzo Rubini bereits vor 1570. Nach deren Beschädigung während der Schlacht von Vicenza wurden lediglich die im südwestlichen Bereich des Pronaos befindlichen Statuen ersetzt. Die Akroteria auf den Portiken und Dächern stammen von Giambattista Albanese, die er zwischen 1599 und 1606 fertigte. Diese stellen verschiedene Römische Gottheiten dar. Die Statuen entlang der Barchessa und der Umfassungsmauer stammen von Orazio Marinali und wurden im 18. Jahrhundert gefertigt. In einer Gartennische befindet sich die von Marinalis gefertigte Skulpturengruppe Herakles mit der Ziege Amaltheia in Anspielung auf den Namen Capra (deutsch: Ziege) des Auftraggebers. Außerdem fertigte er die Skulpturengruppe Herkules tötet den Löwen von Nemea im Nymphäum.
Die Fresken im Innenraum stammen aus dem späten 16. und frühen 17. Jahrhundert. Die meisten Fresken stammen heute von Alessandro Maganza, die dieser um 1600 malte. Lediglich die Ausmalung des östlichen Eckraums ist älter und stammt von Anselmo Canera. Der Stuck von La Rotonda stammt größtenteils aus dem späten 16. Jahrhundert. Der Schmuck der Decken wurde von Ottavio Ridolfi, Ruggero Bascapè und Domenico Fontana geschaffen. Wahrscheinlich war auch der Bildhauer Alessandro Vittoria daran beteiligt. Der Stuck der Kuppel hingegen wurde wahrscheinlich von Agostino Rubini geschaffen. Anlässlich der Hochzeit von Marzio und Cecilia Capra wurden große Teile des Stucks erneuert.

## Bezugnahmen in der weiteren Architekturgeschichte

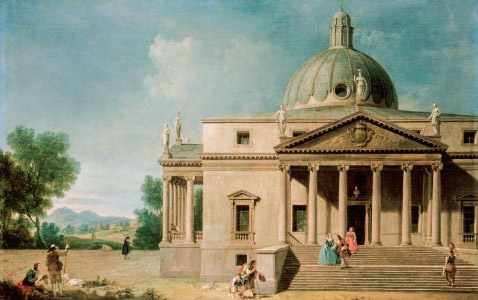
Mereworth Castle nach dem Vorbild von La rotonda

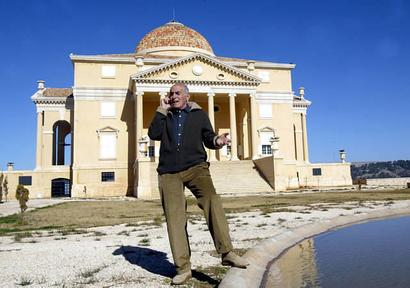
Hauses al-Masris bei Nablus

- Villa Rocca Pisana in Lonigo (Italien), von Scamozzi, 1576
- Mereworth Castle bei Mereworth (England, Grafschaft Kent), von Colen Campbell, ab 1723
- Chiswick House in London (England), von Richard Boyle, 1720–30
- Landgut Monticello bei Charlottesville (USA, Virginia), von Thomas Jefferson, ab 1768
- Rotonde de la Villette in Paris (Frankreich), von Claude-Nicolas Ledoux, 1786–88
- Grabkapelle auf dem Württemberg in Stuttgart (Deutschland), von Giovanni Salucci, 1820–24
- Jagdschloss Platte bei Wiesbaden (Deutschland), von Friedrich Ludwig Schrumpf, 1823–1826
- Villa Rosa in Dresden (Deutschland), von Gottfried Semper, 1839
- Galerie der Gegenwart in Hamburg (Deutschland), von Oswald Mathias Ungers, 1993–97
- Beit Falasteen "Haus von Palästina" in Nablus von Munib al-Masri (2000)[11]